# 헤자즈 왕국
헤자즈 왕국(아랍어: المملكة الحجازية الهاشمية)은 하심가가 통치했던 나라이다. 이 나라는 메카의 샤리프가 아랍인들을 부추겨 오스만 제국에게 반란을 일으키는 대신, 통일된 아랍 국가를 세우게 해주겠다는 조건으로 영국과 거래하여 제1차 세계 대전 후 오스만 제국에서 독립했다. 1916년, 메카의 샤리프는 자신의 샤리프 군대와 아랍인, 그리고 대영 제국과 힘을 합쳐 아라비아 반도에서 오스만 제국을 몰아내고, 자기 자신을 헤자즈의 왕으로 선포했다.
헤자즈 지역은 전략적으로 중요한 기반 시설을 지니고 있었다. 그 중 하나는 헤자즈 철도인데, 이 철도는 주변의 오스만 세력을 강화하는데 사용되었기에 전쟁 당시엔 파괴되었다.
1925년, 헤자즈 왕국은 다시 부흥한 사우디 가문이 통치하는 옆 나라 네지드 술탄국과 합병되었고, 네지드-헤자즈 왕국이 되었다. 이 왕국은 1932년 사우디아라비아로 알려지게 되었다.

## 국기
헤자즈 왕국의 국기는 미래의 범아랍 국가를 위한 아랍 봉기 기간 동안 국기를 디자인했으며 이후 마크 샤케 장군의 제안이 채택되었다.

## 헤자즈의 왕
- 후세인 빈 알리 (1916년 6월 10일 ~ 1924년 10월 3일)
- 알리 빈 후세인 (1924년 10월 3일 ~ 1925년 12월 19일)

## 같이 보기
- 메카의 샤리프
- 하심가
- 사우디아라비아의 역사
- 헤자즈 방언
- 토머스 에드워드 로런스

## 참고 문헌
- (독일어) Peter Thorau: Lawrence von Arabien. Ein Mann und seine Zeit. C. H. Beck, München 2010, ISBN 978-3-406-60627-4.
- (독일어) Randall Baker: King Husain and the Kingdom of Hejaz. Oleander Press, Cambridge 1979, ISBN 0-900891-48-3, S. 118.
- (독일어) Joshua Teitelbaum: The rise and fall of the Hashimite kingdom of Arabia. London 2001.
- (독일어) Erich Topf: Die Staatenbildungen in den arabischen Teilen der Türkei seit dem Weltkriege nach Entstehung, Bedeutung und Lebensfähigkeit (= Hamburgische Universität. Abhandlungen aus dem Gebiet der Auslandskunde. Band 31. Reihe A. Rechts- und Staatswissenschaften. Band 3). Friedrichsen, de Gruyter & Co, Hamburg 1929.